# Apolodoro el Epicúreo
Apolodoro (en griego: Ἀπολλόδωρος, Apollodōros) (siglo II a. C.), apodado El tirano del Jardín (en griego: κηποτύραν, kepotyrannos) por su actuación al frente de la escuela epicúrea, fue un filósofo epicúreo, maestro de Zenón de Sidón, que le sucedió como director de la escuela, alrededor del 100 a. C.
Según Diógenes Laercio, fue autor de más de cuatrocientas obras, de las que no queda ninguna. Sólo se conocen los títulos de dos de sus obras: Una Vida de Epicuro, y una Colección de doctrinas, en la que afirma que Epicuro escribió mayor cantidad de obras originales que Crisipo, porque aunque este escribió 700 libros, estaban llenos de anotaciones de otros autores.